# Убийство семьи Шкарупа
Убийство семьи Шкарупа — произошедшее в ночь с 24 на 25 июля 2011 года в Туле убийство пятерых человек. Жертвой стала молодая женщина Мария Шкарупа, трое её маленьких сыновей, а также пожилая мать. Все убитые были семьёй российского дирижёра и педагога Леонида Павловича Шкарупа. В убийстве был признан виновным 19-летний компьютерный техник Иван Алексеевич Иванченко. За это преступление он был приговорён Тульским областным судом к пожизненному лишению свободы, и отбывает наказание в колонии «Чёрный дельфин». Несмотря на это, в прессе время от времени выдвигались сомнения в виновности Иванченко.

## Преступление
Вечером 24 июля 2011 года Иван Иванченко находился в гостях у Марии Шкарупы, чтобы отремонтировать ей компьютер. В этой же квартире находились трое малолетних сыновей Марии: Дмитрий, Кирилл и Пётр, а также её мать Валентина Бормотова. Из-за позднего окончания ремонта компьютера Иванченко предложили остаться.
Ночью между Шкарупой и Иванченко возникла ссора. После этого преступник, по его собственным словам, в течение нескольких часов обдумывал, как будет убивать Марию. В итоге ему под руку попался молоток, которым он убил спящую Марию Шкарупу, нанеся множественные удары в область головы и шеи. На шум проснулась мать Марии Валентина Бормотова. Чтобы отвлечь её внимание, убийца попросил её налить чаю и проследовал за ней на кухню, где также убил её молотком. Затем он, с целью избавиться от свидетелей этого преступления, тем же молотком убил всех троих детей Марии и перенёс трупы убитых в ванную комнату. Тела обнаружили через несколько дней, когда соседи, почуяв трупный запах, вызвали полицию.
По данным экспертизы, удары были настолько сильными, что у всех жертв были проломлены черепа и из них вытекло мозговое вещество. После убийства он в течение нескольких часов замывал следы, стёр отпечатки пальцев, однако наступил в лужу крови, оставив кровавый след своей ноги на полу, и скрылся с места преступления, забрав окровавленные вещи и похитив из квартиры различные предметы (в основном бытовую электронику, включая 5 мобильных телефонов, два DVD-проигрывателя, видеокамеру и два телевизора) общей ценой около 30 тысяч рублей. Часть окровавленных вещей Иванченко выбросил на помойки, некоторые из них сжёг, некоторые из похищенных вещей он сдал в ломбард, а один из телевизоров принёс домой в качестве подарка матери, якобы купленного им на свои деньги. Позднее именно этот телевизор, а также вещи, сданные Иванченко в ломбард по своему паспорту, стали важнейшими вещественными уликами по делу.

### Убитые
Жертвами убийства стали 5 человек, в числе которых:
- Мария Леонидовна Шкарупа (1976 г. р.) — риэлтор агентства «Золотой Век», дочь дирижёра Уральского государственного оркестра народных инструментов Леонида Шкарупы. Вместе со своей семьёй переехала из Екатеринбурга за несколько лет до убийства, с 2008 года находилась в разводе[4]. Отношения с бывшим мужем складывались довольно сложно, в том числе и из-за неуплаты им алиментов[5].
- Валентина Бормотова (1950 г. р.) — мать Марии Шкарупы. До переезда в Тулу служила в Екатеринбургской епархии, затем пела на клиросе в Туле в Богородичном Щегловском мужском монастыре[6].
- Дети Марии Шкарупы — Петр, Кирилл и Дмитрий, 2002, 2005 и 2006 г. р.

22 сентября 2011 года все убитые были похоронены в Екатеринбурге.

## Личность убийцы
Иван Алексеевич Иванченко родился 11 марта 1992 года в Туле, отец — прапорщик, мать Ирина — известный в городе дизайнер и декоратор, автор уникальных кукол. Иванченко был третьим ребенком в семье, также у него есть старший брат и сестра. Родители развелись в 1999 году.
В 2009 году окончил 9 классов средней школы № 52. В школе характеризовался отрицательно, по словам педагогов, часто одевался готом, таскал в школу игрушечную машинку на верёвке и ходил в секту мормонов. После школы учился в тульском Колледже технологий, экономики и права, но был исключён оттуда после соучастия в грабеже. С 2010 по 2011 год проходил срочную службу в армии, служил в войсках связи в Вологодской области. Бывшими сослуживцами Иванченко характеризовался отрицательно, в том числе попадался на воровстве. Летом 2011 года Иванченко вернулся из армии, вскоре после возвращения из армии он вместе с братом устроился на работу в магазин «Стройдепо».
По словам друзей Иванченко, он также занимался ремонтом компьютеров, зарабатывая в месяц до 30 тысяч рублей. Одной из его постоянных клиенток стала Мария Шкарупа, с которой его свела сестра осенью 2008 года. По информации правоохранительных органов, сначала у Шкарупы и Иванченко завязались дружеские отношения, но Иванченко хотел большего. Не увидев проявлений ответных чувств, он решился на убийство.
Известно также, что у Ивана Иванченко была девушка, с которой он встречался с октября 2009 года и которая дождалась его из армии.

## Расследование

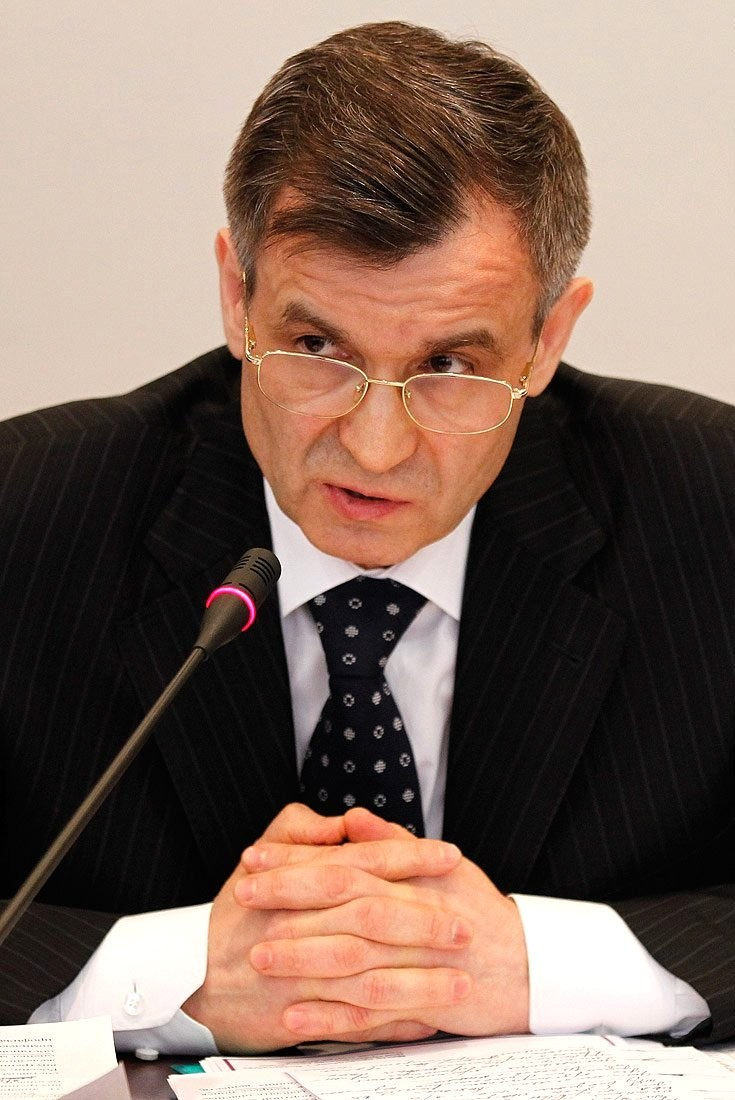
Рашид Нургалиев взял расследование дела под свой личный контроль

Днём 1 августа соседи, почувствовав резкий трупный запах, доносившийся из квартиры по вентиляции, вызвали полицию. Прибывшие на место вызова полицейские, войдя в квартиру, обнаружили в ванной комнате пять трупов, сложенных друг на друга — Марии Шкарупы, её матери и троих детей. Убийство вызвало большой общественный резонанс, расследование убийства вышло на федеральный уровень, расследование дела под свой личный контроль взял министр внутренних дел Рашид Нургалиев. На место происшествия выехал лично председатель Следственного комитета Российской Федерации Александр Бастрыкин. Первоначально было выдвинуто несколько версий, основными среди которых была версия, связанная с профессиональной деятельностью Марии и связь с сектантами-мормонами. Дверь в квартиру снаружи была заперта, что позволило предположить, что убийца хорошо знал семью. Высказывалась версия и о причастности к убийству бывшего мужа Марии Шкарупы Ивана Лапина.
Спустя два дня, 3 августа, был задержан Иван Иванченко. По словам старшего брата Ивана, в этот день вечером примерно в 17 часов на работе его с братом вызвали в отдел полиции «Криволученский». Также, по его словам, за день до этого сотрудники полиции приходили к ним домой и спрашивали о том, знают ли они Марию Шкарупу, на что оба ответили отрицательно. В отделе полиции их развели по разным кабинетам, брат Ивана был отпущен поздней ночью. Вскоре Иван Иванченко дал признательные показания. В числе первых с Иванченко беседовали также прокурор Тульской области Олег Черныш и начальник управления Следственного комитета по Тульской области Татьяна Сергеева. На следующий день показания Иванченко были проверены на месте. Дом, где произошло убийство, был оцеплен по периметру с усиленной охраной из-за опасений возможного самосуда. Он также показал места, где им были выброшены окровавленные вещи убитых, а также орудие убийства — молоток. 5 августа по ходатайству следователей судья Советского районного суда Тулы Эльвира Исаковская вынесла решение об аресте Ивана Иванченко до 29 сентября. На процессе адвокат оставил вопрос о мере пресечения на усмотрение суда, сам Иванченко не возражал против избрания меры пресечения в виде ареста, на вопросы журналистов отвечать отказался и всё время закрывал лицо курткой. После вынесения решения об аресте он согласился с ним и расплакался.
4 августа 2011 года за оперативное раскрытие убийства министр внутренних дел Рашид Нургалиев распорядился наградить сотрудников полиции, участвовавших в раскрытии дела. Шестеро сотрудников полиции были удостоены Почётных грамот Тульской области.

### Предъявление обвинений
11 августа следователем 1 отдела по расследованию особо важных дел Ивану Иванченко было предъявлено официальное обвинение в убийстве Марии Шкарупы и членов её семьи по пунктам «а», «в» и «к» ч. 2 ст. 105 УК РФ. В следственном изоляторе Иванченко содержался в одиночной камере. По данным руководства СИЗО, находясь в изоляторе, неоднократно нарушал внутренний распорядок, за что подвергался водворению в карцер. Также он объявлял голодовки из-за отказа передать ему сигареты, по словам сотрудников изолятора, Иванченко часто кричал по ночам и жаловался, что ему снились убитые дети. Находясь под стражей, заявлял о желании написать автобиографическую книгу. 23 сентября судьёй Советского районного суда г. Тулы Игорем Алифановым срок содержания Иванченко под стражей был продлён до 1 февраля 2012 года. Осенью 2011 года Иванченко был этапирован в Москву для проведения психолого-психиатрической экспертизы. Для Иванченко были организованы усиленные меры безопасности при выезде на следственные эксперименты, так как соседи Марии Шкарупа выражали открытое желание его линчевать.
В январе 2012 года по результатам психиатрической экспертизы в Государственном научном центре социальной и судебной психиатрии имени В. П. Сербского признан вменяемым. Повторная экспертиза в мае того же года подтвердила вменяемость Иванченко. Экспертизой было выявлено наличие у Иванченко психического заболевания — смешанного расстройства личности, которое, тем не менее, по словам проводившего её врача, лечения не требует и не повлияло на осознание подсудимым преступного характера его действий.
21 марта 2012 года Следственным управлением Следственного комитета РФ по Тульской области Ивану Иванченко было предъявлено новое обвинение — по п. «в» ч. 2 ст. 158 УК РФ (кража с причинением значительного ущерба гражданину). 23 мая 2012 года Советский районный суд Тулы продлил срок ареста Ивана Иванченко до 1 августа 2012 года. 6 июля 2012 года было завершено следствие по уголовному делу в отношении Иванченко, дело было передано в Тульский областной суд.

## Суд и приговор

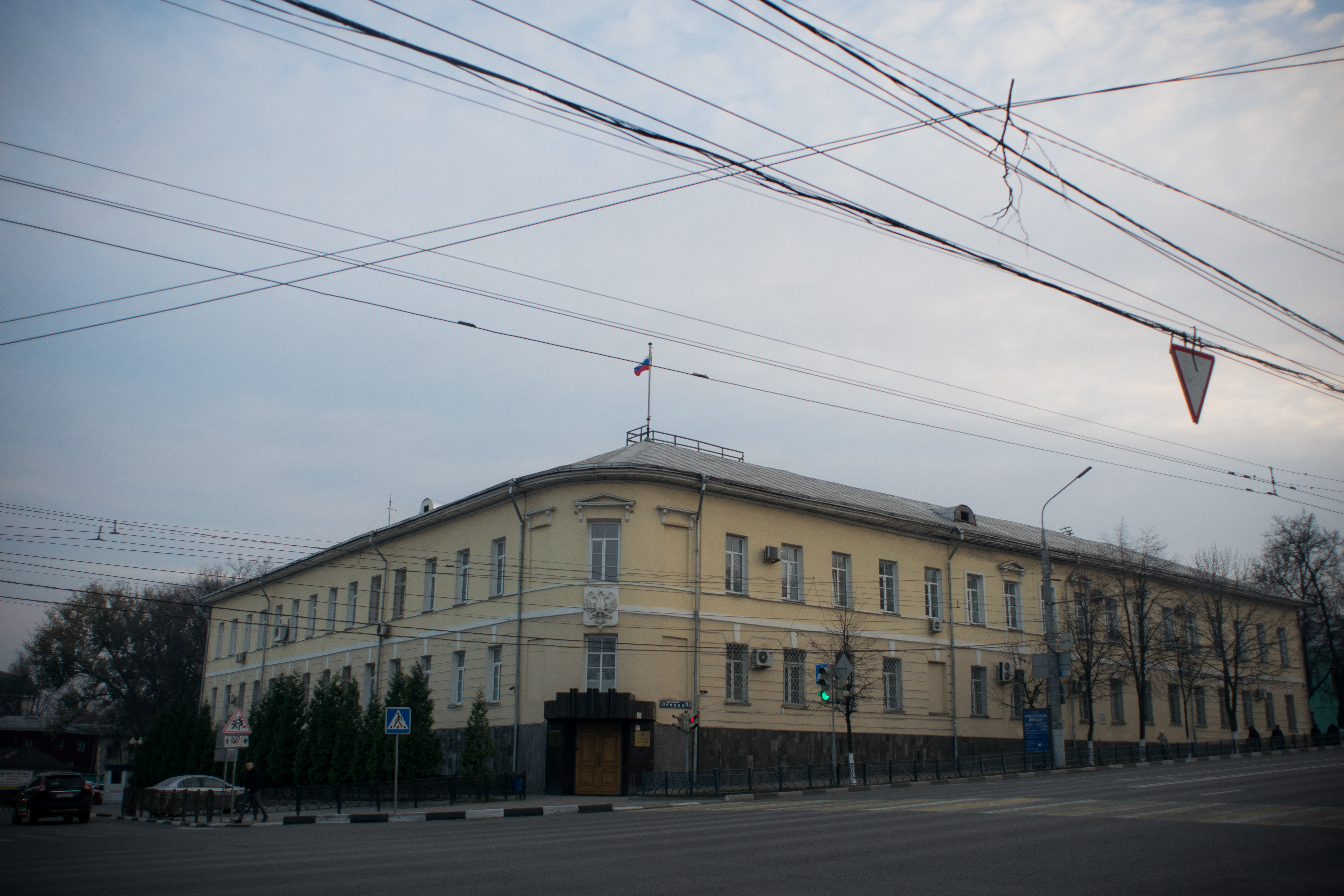
Здание Тульского областного суда

Судебный процесс по делу Иванченко проходил с 19 июля по 29 декабря 2012 года в Тульском областном суде. Процесс проходил в открытом режиме, на него мог прийти любой желающий. В июле 2012 года Иванченко отказался от рассмотрения дела судом присяжных, поэтому процесс вела единолично федеральный судья Галина Ивановна Угнивенко, являющаяся судьёй Тульского областного суда с 2001 года. Иванченко обвинялся в убийстве пяти человек и в хищении чужого имущества с причинением значительного ущерба. С самого начала суда Иванченко заявил о своей полной невиновности и отказался от всех показаний, данных им на предварительном следствии, утверждая, что он был вынужден оговорить себя под давлением сотрудников правоохранительных органов. Этой версии он придерживался в ходе всего судебного процесса. Суд отнёсся к этим заявлениям Иванченко критически, считая, что материалы, собранные на этапе предварительного следствия, допустимы и достаточны для доказательства вины подсудимого. Неоднократно менял свои показания, одно время утверждая, что убить Марию Шкарупу ему приказывал незнакомец. В качестве алиби Иванченко выдвигал то, что 24 июля 2011 года после встречи со своей девушкой он поехал в Пролетарский район отдать долг другу. По его словам, он купил бутылку пива, затем пошел к дому друга по ул. Кутузова, но его не оказалось дома, и после этого он до 7 утра просидел у подъезда и пил пиво, а утром вернулся домой. Имя друга при этом так и не было названо.
27 ноября 2012 года прокурор Юлия Жукова потребовала для Иванченко наказания в виде пожизненного лишения свободы, а также удовлетворения заявленных потерпевшими гражданских исков к подсудимому. 25 декабря 2012 года в своём последнем слове подсудимый Иванченко ещё раз заявил о своей невиновности и потребовал своего освобождения и снятия с себя всех обвинений, среди прочего заявив, что ранее не знал точную фамилию Марии и её точный адрес. Оглашение приговора было назначено на 28 декабря, однако было перенесено на следующий день.
29 декабря 2012 года суд признал Иванченко Ивана Алексеевича виновным по всем пунктам обвинительного заключения, и приговорил его к пожизненному лишению свободы с отбыванием наказания в исправительной колонии особого режима. Также суд постановил взыскать с Иванченко 9 миллионов рублей в пользу родственников погибших в качестве возмещения морального и материального ущерба. Оглашение приговора длилось два часа. На оглашении приговора родственников погибшей семьи в зале суда не было, со стороны Иванченко присутствовала только его мать. Подсудимый выслушал приговор совершенно спокойно, деловито конспектируя в блокнот выступление судьи. При выходе из здания суда на вопросы журналистов о том, будет ли он подавать апелляцию, Иванченко ответил «Без комментариев!».

### После суда
9 января 2013 года находящийся под стражей Иванченко обжаловал приговор в Верховном Суде Российской Федерации, однако тогда отправка материалов уголовного дела в Верховный Суд была отложена из-за того, что он заявил ходатайство о повторном изучении всех материалов уголовного дела. Жалоба Иванченко в Верховный Суд ввиду этого поступила только 13 мая того же года. 17 июня того же года судебная коллегия по уголовным делам Верховного Суда Российской Федерации под председательством судьи Сергея Алексеевича Ворожцова начала рассмотрение жалоб адвокатов Иванченко на приговор Тульского областного суда, однако в этот день слушания по делу были отложены на 8 июля из-за того, что Иванченко не успел заключить договор с адвокатом.
8 июля жалобы оставлены без удовлетворения, приговор — без изменения. Таким образом, приговор суда вступил в законную силу. 11 сентября 2013 года Иван Иванченко был этапирован из тульского следственного изолятора в колонию особого режима для пожизненно осужденных «Чёрный дельфин» в городе Соль-Илецк Оренбургской области.
В 2017 году об убийстве Марии Шкарупы вспомнили в контексте массового убийства в микрорайоне Косая Гора.

### Вопрос о невиновности
Ещё во время следствия, некоторые журналисты отмечали различные несоответствия в деле, разного рода проблемы следствия, а также неизученные факты биографии Марии Шкарупа. Остался без ответа и вопрос о том, в каких отношениях состояли Иван и Мария — романтических, сугубо сексуальных или же в гражданском супружестве. Кроме того, отмечаются следующие детали:
- Экспертиза показала, что Мария Шкарупа перед убийством не вступала в половой акт, что лишает Иванченко мотива для совершения убийства[54].
- Иванченко рассказал, что вынул сим-карты и батареи из мобильных телефонов, похищенных у его жертв. Произошло это примерно в 7:30 утра, 25 июля 2011 года. В августе 2012 года подруга Марии Шкарупы выступавшая в суде, сообщила корреспонденту ИА «Тульские новости», что с телефона Марии около полудня 25 июля 2011 года ей пришло SMS-сообщение. Почему это произошло, неизвестно, но точно известно, что свидетельница говорила об этом на следствии[2].
- Рабочий компьютер Марии Шкарупы так и не был найден. Именно на этом компьютере хранились данные о профессиональной деятельности убитой[2]. Также из квартиры Марии явно пропали её важные деловые бумаги[55].
- В день своего убийства Мария встречалась со своей знакомой и попросила её позаботиться о сыновьях, так как по её словам: «…всякое может случиться. Больше не на кого положиться…»[2].
- Не до конца исследована версия о хорошем знакомом Марии, некоем Павле, который бесследно исчез сразу после убийства[55]. Также не исследован вопрос о квартире, в которой больше не осталось жильцов и нет наследников.